# 小野正文
小野 正文（おの まさふみ、1913年（大正2年）1月4日 - 2007年（平成19年）9月21日）は、日本の教育者、太宰治研究家。筆名は斧稜（おのりょう）。日本近代文学研究者の小野隆祥は兄。

## 人物・来歴
青森県北津軽郡生まれ。青森中学在学中に、先輩の太宰治と知り合う。1938年東京帝国大学法学部卒業。青森県で教職につく。青森県立図書館長、1963 - 69年青森県立弘前南高等学校初代校長、青森中央短期大学教授、1982年同学長。青森中央学院大学客員教授。長年にわたる太宰治研究を評価され、2005年弘前大学から名誉博士号が授与された。多くの学校の校歌を作詞した。

## 著書

### 単著
- 『太宰治をどう読むか』弘文堂、1962年2月。 NCID BN09247846。全国書誌番号:62003157。
- 『太宰治をどう読むか その魅力と秘密』弘文堂〈フロンティア・ブックス〉、1963年12月。 NCID BN15973241。全国書誌番号:64000368。
- 『文学のある風景』浜田正二絵、津軽書房、1966年6月。 NCID BA40083721。全国書誌番号:66009060。
- 『入門太宰治』津軽書房、1966年6月。 NCID BA31728134。全国書誌番号:67000296。
  - 『入門太宰治』（改版）津軽書房、1971年7月。 NCID BA31728225。全国書誌番号:75020912。
- 『太宰治をどう読むか その文学と人間と風土』サイマル出版会、1971年6月。 NCID BN12166855。全国書誌番号:75023276。
  - 『太宰治をどう読むか その文学と人間と風土』（新版）サイマル出版会、1990年5月。 NCID BN05127296。全国書誌番号:91028427。
  - 『太宰治をどう読むか』未知谷、2006年3月。ISBN 9784896421507。 NCID BA76036381。全国書誌番号:20992414。
- 『若きらとともに』津軽書房、1973年2月。 NCID BB20595819。全国書誌番号:74000601。
- 『北の文脈 青森県人物文学史』 上巻、北の街社、1973年。 NCID BN07100472。全国書誌番号:75015621。
  - 『北の文脈 青森県人物文学史』 上巻（第2版）、北の街社、1991年12月。ISBN 9784873730158。全国書誌番号:92022112。
- 『北の文脈 青森県人物文学史』 中巻、北の街社、1975年。 NCID BN07100472。全国書誌番号:75015670。
- 『津軽の文学と風土』北方新社〈青森県の文化シリーズ 5〉、1975年12月。 NCID BN11056330。全国書誌番号:77029173。
- 『八甲田・十和田』サトウユウジ写真、北の街社、1981年2月。全国書誌番号:82012189。
- 『北の文脈 青森県人物文学史』 下巻、北の街社、1981年7月。 NCID BN07100472。全国書誌番号:82012659。
- 『太宰治その風土』洋々社、1986年11月。 NCID BN0080903X。全国書誌番号:87011449。
- 『北の文脈 青森県人物文学史』 続、北の街社、1991年12月。ISBN 9784873730141。 NCID BN07100472。全国書誌番号:92022111。
- 奈良岡治編 編『小野正文作詞校歌集』北の街社、1997年10月。ISBN 9784873730776。 NCID BA64177965。全国書誌番号:98056008。

### 共著
- 小野正文、伊奈かっぺい『対談集 太宰治之事』おふいす・ぐう、2001年6月。 NCID BA53743255。全国書誌番号:20331007。
- 『故土津軽 超九十歳翁ふるさとを語る』清水典子聞き書き、未知谷、2007年6月。ISBN 9784896421941。 NCID BA82322771。全国書誌番号:21257356。

## 参考
- [ISBN 978-4-89642-194-1]
- 『現代日本人名録』2002年